# Stahl CraneSystems
STAHL CraneSystems GmbH ist ein deutscher Hebezeug- und Krantechnik-Hersteller. Sein Hauptsitz liegt in Künzelsau in Baden-Württemberg. Ehemals gehörte die STAHL CraneSystems zur R. Stahl AG, von 2006 bis 2017 gehörte sie zur Konecranes Group. Anfang 2017 wurde STAHL CraneSystems an den amerikanischen Hebezeughersteller Columbus McKinnon verkauft.

## Geschichte
Das Unternehmen STAHL CraneSystems entstand 2006 durch den Verkauf der Fördertechnik-Sparte des Unternehmens R. Stahl. Eine ausführliche Darstellung der Geschichte dieses Unternehmens einschließlich der Fördertechnik-Sparte findet sich im Artikel R. Stahl.

## Standorte
Die Produktion erfolgt am Standort Künzelsau mit circa 500 Mitarbeitern. An neun weiteren innerdeutschen Standorten und vielen Tochtergesellschaften im Ausland arbeiten weitere 150 Mitarbeiter, hauptsächlich in den Bereichen Vertrieb und Service.

## Produkte
Das Produktprogramm umfasst Kettenzüge, Seilzüge, Winden, Leicht- und Kleinkransysteme sowie Krankomponenten. Im Bereich der explosionsgeschützten Krantechnik ist Stahl CraneSystems  Weltmarktführer. Bei den Kettenzügen der ST-Baureihe sticht die einzigartige Konstruktion der superkurzen Katze hervor. Mit dieser Konstruktion können maximale Hakenwege bei sehr beengten Platzverhältnissen erreicht werden. Die Seilzüge der SH-Baureihe decken die Traglastbereiche bis 25 Tonnen ab. Die Elektroseilzüge der AS-Baureihe vervollständigen das Programm mit zulässigen Lasten bis zu 100 Tonnen. Die Winden vom Typ SHW 8 erweitern das Schwerlastprogramm auf Traglasten bis 160 Tonnen. Zur Steuerung und Überwachung von Produktionsprozessen führt Stahl CraneSystems Condition-Monitoring-Systeme in ihrem Produktprogramm. Diese Systeme helfen möglichen Fehlern vorzubeugen und somit Folgeschäden zu verhindern. Dies soll die Betriebssicherheit erhöhen.

## Exportmärkte
Das Unternehmen erwirtschaftet mehr als 60 % des Umsatzes mit dem Export der Unternehmensleistungen. Nachdem die USA bereits seit einem Jahrzehnt ein wichtiger Absatzmarkt sind, engagiert sich STAHL CraneSystems nun auch im asiatischen Markt. Hier profitiert man vom Wirtschaftswachstum in Dubai, Indien und Russland. Die neueste Tochtergesellschaft im südostasiatischen Raum befindet sich in Shanghai im Osten der Volksrepublik China.